# Hiansen Vieira Franco
Hiansen Vieira Franco (Campestre, 21 de maio de 1971) é um prelado brasileiro da Igreja Católica, desde 2025 é bispo auxiliar da Arquidiocese de São Sebastião do Rio de Janeiro.

## Biografia
Estudou filosofia na Universidade São Francisco em São Paulo e teologia no Instituto Teológico Interdiocesano São José em Pouso Alegre (2002). Obteve o título de doutor em História da Igreja pela Pontifícia Universidade Gregoriana de Roma.
Foi ordenado diácono em 26 de abril de 2003, na catedral diocesana de Guaxupé, por dom José Geraldo Oliveira do Valle, C.S.S., e, do mesmo bispo, recebeu a ordenação presbiteral em 3 de janeiro de 2004, na cidade de Campestre, sendo incardinado na Diocese de Guaxupé.
Exerceu os cargos de Colaborador nas Paróquias de São Sebastião em Alpinópolis, do Senhor Bom Jesus em Bom Jesus da Penha e da Sagrada Família e Santo Antônio em Machado; Administrador Paroquial de São Sebastião em Areado (2004); Reitor do Seminário de Teologia e Vigário Paroquial Nossa Senhora do Carmo em Campestre (2005-2007); Pároco de Nossa Senhora Aparecida (2015-2018) e de São Domingos (2018-2023) em Poços de Caldas; Membro do Conselho Presbiteral; Professor de História da Igreja e Patrologia (2004-2008 e desde 2015); Vice-Diretor da Faculdade Católica de Pouso Alegre (desde 2023). Até sua nomeação episcopal, foi Reitor do Seminário Diocesano Santo Antônio.
Em 25 de fevereiro de 2025, o Papa Francisco o nomeou como bispo auxiliar de São Sebastião do Rio de Janeiro, atribuindo a sé titular de Tigava. Recebeu a ordenação episcopal em 26 de abril seguinte, na Catedral Nossa Senhora das Dores de Guaxupé, tendo como ordenante principal, Dom José Lanza Neto, bispo diocesano de Guaxupé, coadjuvado por Dom Ricardo Hoepers, bispo auxiliar de Brasília e secretário-geral da Conferência Nacional dos Bispos do Brasil, e Dom Antônio Luiz Catelan Ferreira, bispo auxiliar de São Sebastião do Rio de Janeiro.